# Station Salorno-Salurn
Station Salorno-Salurn is een spoorwegstation aan de Brennerspoorlijn in de gemeente Salorno (Italië-Zuid-Tirol).
De stationsnaam wordt volgens de regels van Trenitalia in het Italiaans aangegeven, gevolgd door het Duits als lokale taal.